# Trónok harca (könyv)
A Trónok harca (eredeti nyelven: A Game of Thrones) a George R. R. Martin által jegyzett A tűz és jég dala című fantasy regényciklus első könyve. A regény 1996. augusztus 6-án jelent meg az Egyesült Államokban, míg Magyarországon 2003-ban. A könyv elnyerte az 1997-es Locus-díjat, illetve jelölve volt az 1997-es World Fantasy díjra és az 1998-as Nebula-díjra. A Blood of the Dragon (szó szerinti fordítás: A sárkány vére) című regény, mely Daenerys Targaryen fejezeteinek gyűjteményét tartalmazza a regényből, elnyerte az 1997-es Hugo-díjat a legjobb regény kategóriában. 2011 januárjában a könyv The New York Times bestseller lett.
A Trónok harca történetét az 1400-as években lezajlott rózsák háborúja inspirálta, amelynek hasonlóan nagy tétje volt az Angol Királyság szempontjából, nevezetesen hogy ki lesz a megfelelő trónörökös.
A könyvben különböző szemszögekből elmondott különböző történetszálak szerepelnek, Martin bemutatja Westeros nemesi házait, a Falat és a Targaryen történetszálat. Westeroson a Stark-ház tagjai megtapasztalják a lovagkirályság intrikáit, a Falon túl újra feltűnnek a Mások (Others) és Daenerys eközben újdonsült dothraki férje által jelentős hatalomra tesz szert a tenger túloldalán.
A könyvből számos hozzá kapcsolódó termék készült úgy, mint kártyajátékok, táblás játékok és szerepjátékok. Szintén a regény szolgált alapjául az azonos című HBO által készített televíziós sorozatnak, mely Amerikában 2011. április 17-én indult, míg Magyarországon egy nappal az amerikai premier után, feliratosan, 2011. április 18-án kódolatlanul, illetve 2011. május 15-én szinkronosan.

## A történet
|  | Alább a cselekmény részletei következnek! |

A Trónok harca több történetszálat vonultat fel egy időben.

### A Hét Királyságban
A regény Robert Baratheon király látogatásával kezdődik Deresben, Lord Eddard Starknál, a Stark-ház ősi székhelyén, amely egy az ősi westerosi Hét Királyságok közül és egyben az Északi részek központja. Robert király megbízik Eddardban, és kinevezi a Király segítőjévé. Bár Eddardnak rossz előérzete van, elfogadja a király ajánlatát, és ezzel egy időben megígéri feleségének, hogy megtalálja a korábbi segítő, Jon Arryn gyilkosát, melyben feltehetőleg nagy szerepet játszhatott Cersei királyné és testvére a befolyásos Lannister-házból.
A Starkok délre indulása előtt Eddard középső fia, Brandon súlyos sérüléseket szenved, mert tanúja lesz a királyné és az ikertestvére, Jaime közötti vérfertőzésnek. A gyermek gyógyulása közben egy bérgyilkos próbál véget vetni a gyermek életének, ez ráébreszti Catelynt, hogy férje veszélyben van, ezért Királyvárba indul figyelmeztetni férjét. A városban Petyr Baelish, más néven Kisujj, gyermekkori csodálója, bordélyában találkozik férjével. Itt Baelish a gyermek ellen elkövetett merényletnél használt tőrben, Tyrion Lannisternek, a királyné törpe testvérének, tulajdonát ismeri fel. Catelyn elfogja Tyriont, és a Sasfészekbe viszi testvéréhez Lysához, aki hajlandó lenne kivégezni a törpét, azonban Tyrion bajvívást követel, ahol egy marcona külsejű zsoldos, Bronn megnyeri helyette az összecsapást, így Tyrion szabadon távozhat.
Ezalatt Lord Eddard Királyvárba tart lányaival, Sansával és Aryával. A tizenhárom éves Sansát eljegyzik Robert király fiával és egyben trónörökösével, Joffreyval még Deresben. Királyvárban Eddard leteszi a segítő esküjét, és ráeszmél, hogy Robertet nem érdekli a kormányzás. Eddard rájön, hogy Robert gyermekei nem a királytól származnak, hanem a királyné testvérétől, azonban a király egy vadászaton meghal, mielőtt Eddard elmondhatná neki a királyné titkát. Renly, Robert öccse azt javasolja Eddardnak, hogy a városban tartózkodó emberei segítségével használja fel erejét a királyné hatalmának megdöntésére, mielőtt a királyné végleg magához ragadja azt. Eddard ezt visszautasítja, mert véleménye szerint ez a cselekedet nem lenne becsületes. Ehelyett Kisujjhoz és a városi őrséghez fordul segítségért, hogy tartóztassák le a királynét. A városi testőrség parancsnoka elárulja Eddardot, akit bebörtönöznek, Sansát fogva tartják, Aryának azonban sikerül elmenekülnie.
Cersei és Jaime gyermekét Joffreyt megkoronázzák, aki – ígérete ellenére – azonnal kivégezteti Eddardot. Ezzel kirobban a polgárháború, melyet később az öt király harcának neveztek el. Lord Tywin Lannister háborút indít a Stark- és a Tully-ház ellen. Eddard idősebb fia, Robb Stark vezeti az északi emberek seregét Folyóvidékre, hogy támogassa nagyapját Lord Hoster Tullyt, akit éppen ostromgyűrűbe fogtak a Lannister seregek, illetve, hogy megbosszulja apja halálát. Jaime Lannister sereget vezet Zúgó ellen, eközben Lord Tywin hatalmas seregével a Trident folyó mentén délre vonul, hogy megakadályozza Robb Királyvárba jutását. Robb az Ikreknél kettéosztja a sereget: ő maga lovassága élén Zúgó felmentésére indul, a főként gyalogság alkotta fősereget pedig Roose Bolton vezetése alatt Lord Tywin serege ellen küldi. A fősereg vereséget szenved a túlerőben lévő Lannisterektől (ebben a csatában már Tyrion is ott harcol apja oldalán), de kellő ideig leköti őket ahhoz, hogy már ne siethessenek a Zúgót ostromló Jaime segítségére. Robb szétveri Jaime seregét, őt magát pedig elfogja. Renly eközben illegitimmé nyilvánítja Joffreyt, magát pedig Westeros királyává nevezi ki, ezzel ő lesz a második, aki részt vesz az öt király csatájában. Robbot Észak Királyává koronázzák, ezzel ő is az öt király egyikévé válik.

### A Falon
A prológusban megismerhetjük a Falon túli területek vadságát. A Fal, egy 700 láb magas, és 300 mérföld hosszú jég építmény. Rajta és annak tövében pedig az Éjjeli Őrség teljesít szolgálatot. A Faltól északra elterülő, törvény nélküli földeken az Éjjeli Őrség egy kis csapat felderítője összecsap a Másokkal. Egy túlélőn kívül mindenki meghal. Havas Jon, Lord Stark fattyú fia, nagybátyja, Benjen Stark, aki maga is az Őrség tagja, ösztönzésére elhatározza, hogy belép az Éjjeli Őrségbe és a Falra utazik.
A Falon Jon ellenszegülve szigorú kiképzőjének, kiáll a gyenge, ám kedves jellemű Samwell Tarly mellett, ezzel jó barátság szövődik kettejük között. Jon abban bízik, hogy jó képességeinek köszönhetően majd a Felderítőkhöz sorolják be, mely egy csoportja az Éjjeli Őrségnek. Azonban ehelyett a személyes segítője lesz az őrség vezetőjének, Jeor Mormontnak, akinél eléri, hogy Sam Aemon mester személyes segítője legyen. Eközben Benjen egy kisebb csapatot vezet felderítésre, azonban nem térnek vissza. Hat hónappal később holttestek kerülnek elő az elveszett felderítő csapatból, akik felélednek az éjszaka folyamán. A kardcsapások nem hatnak rájuk, hat emberrel végeznek, mikor Jon megmenti az Őrség kapitányát. Tettéért megkapja Jeor Mormont házának kardját, a fattyak kardját, s a kapitány fiaként tekint rá. Markolatát pedig barátai rémfarkassá formálják, mely a Stark-ház jelképe.
Mikor Jon értesül apja haláláról, elindul, hogy csatlakozzon féltestvéréhez, Robbhoz, a Lannisterek elleni harcban, ezzel dezertál az Éjjeli Őrségből. Barátai azonban utána mennek, és meggyőzik, hogy maradjon, majd együtt visszaérnek a Falra. Mormont rábeszéli Jont, hogy maradjon, mert már ők az új családja, és a trónért folyó harc semmi ahhoz képest, ami a Fal túloldaláról közelít a királyság felé.

### Keleten
A tengeren túl, a Pentos Szabad Városban él száműzetésben Viserys Targaryen tizenhárom éves húgával, Daeneryssel. Ő az egyedüli fiú örököse II. Aerys Targaryennek, akit Robert Baratheon taszított le trónjáról. Viserys megegyezik Khal Drogóval, a nomád dothraki lovasok vezérével, hogy feleségül adja hozzá testvérét, ha cserébe sereggel támogatja őt Westeros visszahódításában. Drogo belemegy az üzletbe és megtartják az esküvőt. A nászajándékok között három megkövesedett sárkánytojás is található. Egy száműzött lovag Ser Jorah Mormont (az Éjjeli Őrség vezetőjének fia) is csatlakozik Viseryshez mint tanácsadó.
Daenerys beleszeret a barbár Drogóba, aki gyermeket nemz neki, és úgy véli, gyermeke egyesíti majd a dothrakikat, és meghódítja a világot. Drogo azonban csekély érdeklődést mutat a Hét Királyság meghódítására, ezért Viserys provokálja őt, és megfenyegeti Daenerys megölésével, ha nem teljesíti korábbi egyezségüket. Drogo megbünteti Viseryst a nyilvános megszégyenítés eszközével. Azonban, miután a herceg nyilvánosan megfenyegeti a lányt, Drogo kivégezteti, mégpedig úgy, hogy forró, olvasztott aranyat önt a fejére. Ezek után Daenerys kötelességének érzi, hogy testvére helyett ő foglalja vissza a trónt.
Egy bérgyilkos sikertelenül próbálja megölni Daeneryst és a még meg nem született gyermekét. Haragjában Drogo megesküszik, hogy rabszolgájává teszi a Hét Királyságot. Egy város feldúlása közben azonban Drogo megsebesül. A seb elfekélyesedik, melynek következtében Drogo állapota egyre romlik. Daeny egy elfogott maegitől (varázslónő) kér segítséget, hogy hozza vissza a halál torkából szerelmét. A maegi azonban átveri Daeneryst, és a vér mágiáját használva feláldozza a még meg nem született gyermeküket Drogóért, aki azonban él ugyan, de vegetatív állapotba kerül. A vezér nélküli dothraki horda szétszóródik, és Daenerys arra kényszerül, hogy megfojtsa szerelmét, hogy szabaduljon ebből a sem élő, sem holt állapotból. Bosszúképpen parancsba adja, hogy a maegit égessék meg Drogo halotti máglyáján, és a sárkánytojásokat is tegyék oda. Miközben a máglya vadul ég, Daeneryst hívogató érzés fogja el, és belesétál az égő tűzkatlanba. Sértetlenül kerül ki a lángok közül a három kikelt sárkánnyal az oldalán. A megmaradt dothrakik és Ser Jorah hűséget esküsznek neki. Az első női khalként és a sárkányok anyjaként elhatározza, hogy sereget toboroz, és visszahódítja a Vastrónt.
|  | Itt a vége a cselekmény részletezésének! |

### Szereplők
A regény egyes szám harmadik személyben íródott, nyolc szereplő szemszögéből, ebből az első könyvben nyolc van, illetve a prológusban egy mellékszereplő szemével látjuk az eseményeket. Az első könyv főszereplői és fejezeteik száma:
- Prológus: Will, az Éjjeli Őrség tagja
- Lord Eddard Stark, Észak Védelmezője, Deres Ura és a Király Segítője (15)
- Lady Catelyn Stark a Tully-házból, Lord Eddard Stark felesége (11)
- Sansa Stark, Lord Eddard és Lady Catelyn legidősebb lánya (6)
- Arya Stark, Lord Eddard és Lady Catelyn legkisebb lánya (5)
- Bran Stark, Lord Eddard és Lady Catelyn középső fia (7)
- Havas Jon, Lord Eddard fattyú fia (9)
- Tyrion Lannister, az Ördögfióka, Cersei királynő testvére, Lord Tywin Lannister fia (9)
- Daenerys Targaryen hercegnő, Viharbanszületett, Sárkánykő örököse, idősebb testvére Viserys után (10)

## Kiadások
A könyv magyar kiadásából mind megtalálható a kemény fedeles és a puha kötéses változat a boltok polcain. A magyar változatot Pétersz Tamás fordításában az Alexandra Kiadó adja ki. Azonban a 2003-as kemény kötetes kiadásból már nem sok példány található, a kiadó a második 2008-as puha kötéses kiadást adja ki újra és újra. Az alábbiakban a könyv más nyelveken megjelent címei láthatóak a teljesség igénye nélkül, zárójelben a jelentéssel, ha az eltér az eredetitől (A Game of Thrones – Trónok harca)
- bolgár: Игра на тронове
- cseh: Hra o trůny
- észt: Troonide mäng (Trónok Játéka)
- finn: Valtaistuinpeli
- francia: Két kötetben jelent meg, Le trône de fer (A Vastrón), Le donjon rouge (A Vörös Börtön)
- görög: Παιχνίδι του στέμματος (A Korona Játszmája)
- héber: משחקי הכס
- holland: Het spel der tronen
- horvát: Igra prijestolja
- japán: 七王国の玉座 (A Hét Királyság Trónja)
- katalán: La mà del rei (A Király segítője)
- kínai: 权力的游戏 (A Hatalom játéka)
- lengyel: Gra o tron
- macedón: Игра на тронови
- német: Eisenthron (Vastrón)
- olasz: Il gioco del trono
- orosz: Игра престолов
- portugál: A Guerra dos Tronos
- román: Urzeala tronurilor
- spanyol: Juego de tronos
- svéd: Kampen om järntronen
- szerb: Igra Prestola
- szlovák: Hra o tróny
- szlovén: Igra prestolov
- török: Taht Oyunları
- magyar: Trónok harca

## Magyarul
- Trónok harca. A Tűz és Jég dalának első könyve; ford. Pétersz Tamás; Alexandra, Pécs, 2003
- Trónok harca. A Tűz és jég dala ciklus első kötete; ford. Pétersz Tamás, átdolg. Novák Gábor; 3. jav. kiad.; Alexandra, Pécs, 2013

## Tévésorozat
Az HBO gondozásában képernyőre került egy sorozat, amely szintén Trónok harca címen fut. Amerikában 2011. április 17-én indult az első évad, míg Magyarországon egy nappal az amerikai premier után, 2011. április 18-án. Az első évad sikerén felbuzdulva a készítő csatorna megrendelte a sorozat második évadját is, ami a Királyok csatája című kötet alapján készült. A második évadot az Egyesült Államokban 2012. április 1-jén, Magyarországon pedig egy nappal később kezdték vetíteni.

## Társasjáték
Christian T. Petersen készítette el a Trónok harca című stratégiai társasjátékot, mely hűen türközi a George R. R. Martin által kitalált világot. A játékban a cél a Vastrón megszerzése valamelyik nagy házzal.

## Díjak és jelölések
- Locus-díj (1997) – Legjobb regény (megnyerte)
- Hugo-díj (1997) – Legjobb kisregény díja a Blood of the Dragonért (megnyerte)
- Ignotus-díj (2003) – Legjobb (külföldi) regény (megnyerte)
- World Fantasy díj (1997) – Legjobb regény (jelölve)
- Nebula-díj (1997) – Legjobb regény (jelölve)